# Othello (film 1908)
Othello è un cortometraggio muto del 1908 diretto da William V. Ranous che è anche protagonista del film, una delle primissime trasposizione cinematografiche della tragedia di Shakespeare e l'esordio cinematografico di Julia Swayne Gordon nel ruolo di Desdemona.
Il film è conosciuto anche con il titolo alternativo Jealousy.

## Trama
Otello, sobillato da Iago, rivela la feroce gelosia che lo porterà all'omicidio della moglie innocente.

## Produzione
Il film fu prodotto dalla  Vitagraph Company of America

## Distribuzione
Distribuito dalla Vitagraph Company of America, il film - un cortometraggio in una bobina - uscì nelle sale statunitensi il 12 aprile 1908.